# 克柳薩利山
21°43′6″S 66°32′37″W / 21.71833°S 66.54361°W
克柳薩利山（Q'illu Salli），是玻利維亞的山峰，位於該國西南部波托西省南利佩斯县，處於聖巴勃羅-德利佩斯東南面，屬於安第斯山脈的一部分，海拔高度4,918米。